# Sycoscapter senegalensis
Sycoscapter senegalensis är en stekelart som först beskrevs av Jean Risbec 1951.  Sycoscapter senegalensis ingår i släktet Sycoscapter och familjen fikonsteklar. Inga underarter finns listade i Catalogue of Life.